# 堂 (長度單位)
堂是中國南部的長度單位，主要用作形容路程的長度。一堂為10里，即5公里（以今1市里=0.5公里換算）。
當時的人通常將十里路，說為一堂路。